# 아이칸우메쓰보역
아이칸우메쓰보역(일본어: 愛環梅坪駅, あいかんうめつぼえき)은 일본 아이치현 도요타시에 있는 아이치 환상 철도선의 역이다. 역 번호는 13이다. 가이즈 역과 함께 주변 지역 주민 증가와 아이치 엑스포 개막에 맞추어 두 시의 요청에 의하여 역이 신설되었다.
역명에 "아이칸"의 명칭이 있는 것은 역 남쪽에 메이테쓰 미카와선과 메이테쓰 도요타선의 우메쓰보 역이 있기 때문이다.

## 역 구조
단선 승강장 1면 1선의 고가역에서 플랫폼은 서쪽에 있다. 장래적으로 동쪽에도 플랫폼을 설치하고 상대식 승강장 2면 2선으로 변경할 수 있는 구조로 되어 있다. 역무원 시간 배치역에서 아침 저녁 시간대에 창구가 영업 중이다. 엘리베이터가 설치되어 있는데 개찰구와 승강장을 오가는 것은 2기를 탑승할 필요가 있다.
본 역 북쪽에서 메이테쓰 도요타선과 교차한다.

## 역 주변
역 주변은 주택지이다.
- 메이테쓰 미카와선・메이테쓰 도요타선 우메쓰보 역 - 해당역과는 약 600m 정도 떨어져 있다.
- 도요타 시립 우메쓰보 초등학교
- 도요타 시립 우메쓰보 보육원
- 도요타 공업 고등 전문학교
- 도요타 시 우메쓰보다이 교류관
- 야마나카 도요타 후랑테관
- 도요타시 녹화 센터(니시야마 공원)
- 국도 제419호선
- 도요타 지역 의료 센터
- 산노후 도요타 우메쓰보점
- 산요도 서점 우메쓰보점
- 도요타 시 향토 자료관

## 역사
- 2005년 3월 1일: 영업 개시

## 사진

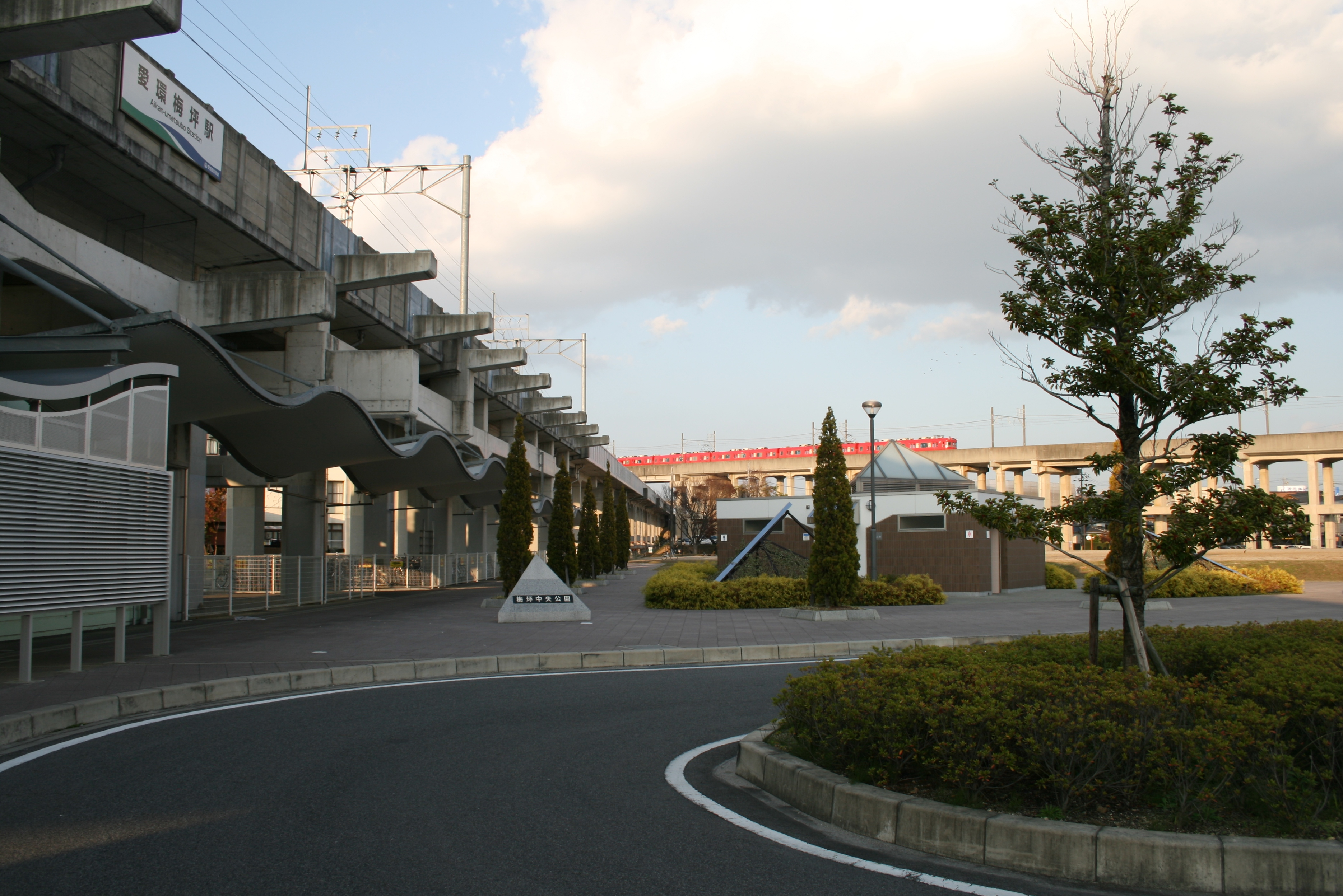
역전 로터리

## 인접역
| 아이치 환상 철도 ■ 아이치 환상 철도선 | 아이치 환상 철도 ■ 아이치 환상 철도선 | 아이치 환상 철도 ■ 아이치 환상 철도선 |
| ------------------------------------- | ------------------------------------- | ------------------------------------- |
| 12 신토요타 오카자키 방면             |                                       | 시고 14 고조지 방면                   |